# Det Danske Akademis Store Pris
Det Danske Akademis Store Pris, indstiftet i 1961, er Danmarks fornemste og mest indbringende litterære hædersbevisning. Den uddeles af Det danske Akademi. Indtil 1982 uddeltes den årligt, siden hvert andet år. Prisen, som oprindeligt var på 50.000 kr., har siden 2000 været på 300.000 kr.

## Prismodtagere
- 1961 Knuth Becker
- 1962 Villy Sørensen
- 1963 Jens August Schade
- 1964 Jacob Paludan
- 1965 Erik Knudsen
- 1966 Klaus Rifbjerg
- 1967 Ole Sarvig
- 1968 Tom Kristensen
- 1969 Frank Jæger
- 1970 Ivan Malinowski
- 1971 Leif Panduro
- 1972 Svend Åge Madsen
- 1973 Hans Scherfig
- 1974 Sven Holm
- 1975 Carl Erik Soya
- 1976 Jørgen Sonne
- 1977 Peter Seeberg
- 1978 Tage Skou-Hansen
- 1979 Poul Vad
- 1980 Henrik Nordbrandt
- 1981 Dorrit Willumsen
- 1982 Per Højholt
- 1984 Jess Ørnsbo
- 1986 Henrik Stangerup
- 1988 Halfdan Rasmussen
- 1990 Jens Smærup Sørensen
- 1992 Peter Laugesen
- 1994 Ib Michael
- 1996 Vibeke Grønfeldt
- 1998 Cecil Bødker
- 2000 Kirsten Thorup
- 2002 Vagn Lundbye
- 2004 Peer Hultberg
- 2006 Bent Vinn Nielsen
- 2008 F.P. Jac
- 2010 Jørn Riel
- 2012 Thomas Boberg
- 2014 Knud Sørensen
- 2016 Helle Helle
- 2018 Christina Hesselholdt
- 2020 Naja Marie Aidt
- 2022 Marianne Larsen
- 2024 Solvej Balle[1]

## Eksterne kilder
- Liste over modtagere Arkiveret 23. oktober 2013 hos  Wayback Machine på Litteraturpriser.dk

| Pris | Spire Denne artikel om priser eller udmærkelser er en spire som bør udbygges. Du er velkommen til at hjælpe Wikipedia ved at udvide den. |